# Сторожовий птах
«Сторожовий птах» (англ. Watchbird) — фантастичне оповідання-притча («кібернетична антиутопія») Роберта Шеклі. Вперше опубліковане в 1953 році в лютневому номері журналу «Гелексі сайєнс фікшн». Притча ілюструє «те, що можна було б назвати „кібернетичним недомислом“, який виникає з того, що всю владу над певною галуззю явищ необачно довірили логічним машинам». Оповідання екранізоване в 2007 році в рамках серіалу «Майстри наукової фантастики» (6-й епізод).

## Сюжет
Людство зібралося вирішити проблему вбивств за допомогою некерованих самонавчальних летючих роботів: сторожових птахів. Птахи повинні захищати від будь-якого посягання на життя. Проте в процесі експлуатації з'ясовується, що в процесі самонавчання птахи розширили поняття «вбивство» і стали вважати посяганням на життя і рибну ловлю, і знищення комах, і хірургічні операції. Пізніше птахи вирішили, що механізми — теж живі істоти, тому вимикання живлення у машини — вбивство. Землі загрожувало вимирання: птахи не дозволяли орати землю, рвати траву і збирати урожай.
Розробники створили Яструбів — некеровані самонавчальні летючі машини для вбивства сторожових птахів. Але Яструби у процесі самонавчання приходять до висновку, що можна вбивати й інших істот…